# Arã (filho de Disã)
Arã é um filho de Disã, o horeu. Ele pode eventualmente estar relacionado com o Oren Yerahmelita (1 Cr 2:25; comparar Curtis, Chron no local;. Dillmann, Ge no local; ZDMG, L, 168). Robertson Smith afirma que este nome é equivalente ao samaritano "cabra selvagem" (Jour. Phil., IX, 90). J. Jacobs traduz por "rabo" (Stud. bíblica Arch., 71). Este é um dos muitos nomes totem na Bíblia. Mais de um terço dos horeus, filhos de Seir, têm nomes de animais, e os clãs dos edomitas relacionados com os horeus também têm nomes de animais. O próprio nome "Self" significa um "bode", e Disã, "uma gazela" (Stud. bíblica Arch., 70-72). Gray, no entanto, observa que "a instância (Arã) é mais incerto" (NPD, 108).